# 하네다정
하네다정(羽田町)은 도쿄부 에바라군에 일찍이 존재했던 정이다. 현재의 오타구 남동부에 해당한다.

## 역사
- 1889년 4월 1일 - 정촌제 시행에 수반해 도쿄부 에바라군 하네다촌이 성립하였다.
- 1907년 10월 8일 - 정으로 승격해 하네다정이 되었다.
- 1932년 10월 1일 - 에바라군 전체가 도쿄시에 편입되어, 하네다정의 구역은 도쿄시 가마타구가 되었다.
- 1943년 7월 1일 - 도쿄도로 승격으로 인해 도쿄시는 폐지되어, 도쿄도 가마타구가 되었다.
- 1947년 3월 15일 - 가마타구가 오모리구와 합병해, 도쿄도 오타구가 되었다.

## 교통

### 철도
- 게이힌 전기철도(현 도큐급행전철)
  - 본선

## 참고문헌
- 「角川日本地名大辞典」編纂委員会『角川日本地名大辞典』13.東京都、1978年、ISBN 4-04-001130-9
- 森重和雄『羽田時空旅行〜観て・知る・歩く羽田〜』出版舎風狂童子、2021年12月22日、40頁。
- 大田区史編纂委員会『大田区史 中巻』東京都大田区、1992年、571頁。
- 森重和雄『羽田時空旅行〜観て・知る・歩く羽田〜』出版舎風狂童子、2021年12月22日、40頁。
- 金子胤徳『穴守稲荷神社縁起』穴守稲荷神社社務所、1912年、163-167頁。
- 京浜急行電鉄『京急グループ110年史 最近の10年』2008年、p.54
- 京浜急行電鉄『京急グループ110年史 最近の10年』2008年、p.132
- 『全訂２版 全国市町村名変遷総覧』日本加除出版、2023年5月。
- 『日本飛行機物語　首都圏篇』株式会社冬樹社、1982年6月25日、53頁。
- 金子胤徳『穴守稲荷神社縁起』穴守稲荷神社、1912年、6頁。